# 알로르섬

알로르섬(인도네시아어: Pulau Alor)은 소순다 열도에 속한 알로르 제도에서 가장 큰 섬으로, 면적은 약 2,124.93km2, 인구는 2023년 기준 171,297명이다. 행정구역 상 인도네시아 동누사틍가라주에 속하며, 인도네시아 정부가 지정한 92개 낙도 중 하나이다.
옴바이 해협 너머 동쪽에는 인도네시아령 웨타르섬과 동티모르령 아타우루섬이 있으며 남쪽에는 티모르섬이 인접한다. 알로르 제도는 플로레스섬 동쪽의 솔로르 제도와는 알로르 해협을 기점으로 구분되며, 알로르섬 서쪽의 판타르섬 등도 여기에 속한다.

## 인문
인프라는 발달되어 있지 않으며 주민들은 주로 자급적 농업으로 영위한다. 섬 인구의 약 70% 이상이 기독교(대부분 개신교) 신자이고 약 26%가 이슬람교 신자이다. 애니미즘적인 토속신앙과 전통도 여전히 강하게 남아있다.
알로르섬에서 사용되는 15개 이상의 토착 언어 대부분은 오스트로네시아어족에 속하지 않는 파푸아 제어의 일종으로, 아부이어(Abui), 아당어(Adang), 카포아어(Kafoa), 워이시카어(Woisika), 클론어(Kelon), 쿠이어(Kui) 등이 있다. 한편 섬의 서부 해안을 따라, 그리고 섬의 "새머리" 반도 남부에서는 말레이-폴리네시아 언어의 일종인 알로르어가 사용된다. 토착 언어들은 대부분 소멸위기언어로서 아이들이 더 이상 학습하지 않는다. 일상적인 의사소통에서는 말레이어 기반 크리올인 알로르 말레이어가 사용되며, 쿠팡 말레이어와 유사성을 보인다. 학교와 매체에서는 인도네시아어가 널리 쓰인다.

## 같이 보기
- 판타르섬